# Plinia cidrensis
Plinia cidrensis är en myrtenväxtart som beskrevs av Ignatz Urban. Plinia cidrensis ingår i släktet Plinia och familjen myrtenväxter. Inga underarter finns listade i Catalogue of Life.